# Sint-jansui
De sint-jansui (Allium fistulosum var.  bulbifera) is een plant uit de narcisfamilie (Amaryllidaceae). Het is een bolgewas, verwant aan de ui. De Royal Horticultural Society heeft de sint-jansui ondergebracht in de Allium cepa Proliferum groep. 
De sint-jansui is bijna helemaal verdwenen. Oorspronkelijk werd deze ui door tuinders rondom Utrecht veel geteeld. Tegenwoordig wordt hij hier en daar weer aangeplant. De ui staat ook in de belangstelling van de Nederlandse afdeling van Slow Food en is voorgedragen voor de Ark van de Smaak.
De St. Jansui vormt hoewel hij bloeit geen zaad en wordt evenals knoflook vegetatief vermeerderd. Het is de vroegste ui die er was en werd in het voorjaar samen met een krop sla verkocht. Tegenwoordig worden hiervoor zogenaamde slauitjes gebruikt. Voor de teelt van slauitjes worden zaaiuien gebruikt, die het jaar ervoor dik gezaaid worden. De kleine uitjes worden vervolgens in het voorjaar geplant en als het loof voldoende ontwikkeld is worden ze geoogst. 
Ook plantuien worden op deze manier geteeld, maar groeien langer door, waardoor er een bol gevormd wordt.

## Teelt
St. Jansuien worden half augustus gepoot. De plantafstand in de rij is 12 tot 15 cm en tussen de rijen 20 cm. De plant maakt veel zijscheuten, die aan de voet later gaan verdikken, waardoor er zogenaamde tenen ontstaan. De oogsttijd is van april tot eind mei. Er zijn dan nog bijna geen verdikkingen aan de voet van de plant.
Voor de vermeerdering blijven de planten staan tot 1 juli. Een week voor het oprooien worden de planten losgestoken om het afsterven te bevorderen. Na het rooien worden de planten opgehangen om te drogen. De tenen worden voor het planten losgescheurd. De St. Jansui vertoont valse viviparie. In de bloeiwijze ontstaan kleine broedbolletjes, die ook geplant kunnen worden. Het duurt dan echter een jaar extra voordat ze voldoende groot zijn.

## Ziekten en plagen
De sint-jansui heeft geen last van ziekten en plagen, wel geeft het Nederlandse ministerie van Landbouw, Natuur en Visserij aan dat het latent gevoelig is voor het latente sint-jansuienvirus. Ook kunnen de bladpunten geel worden en afsterven.

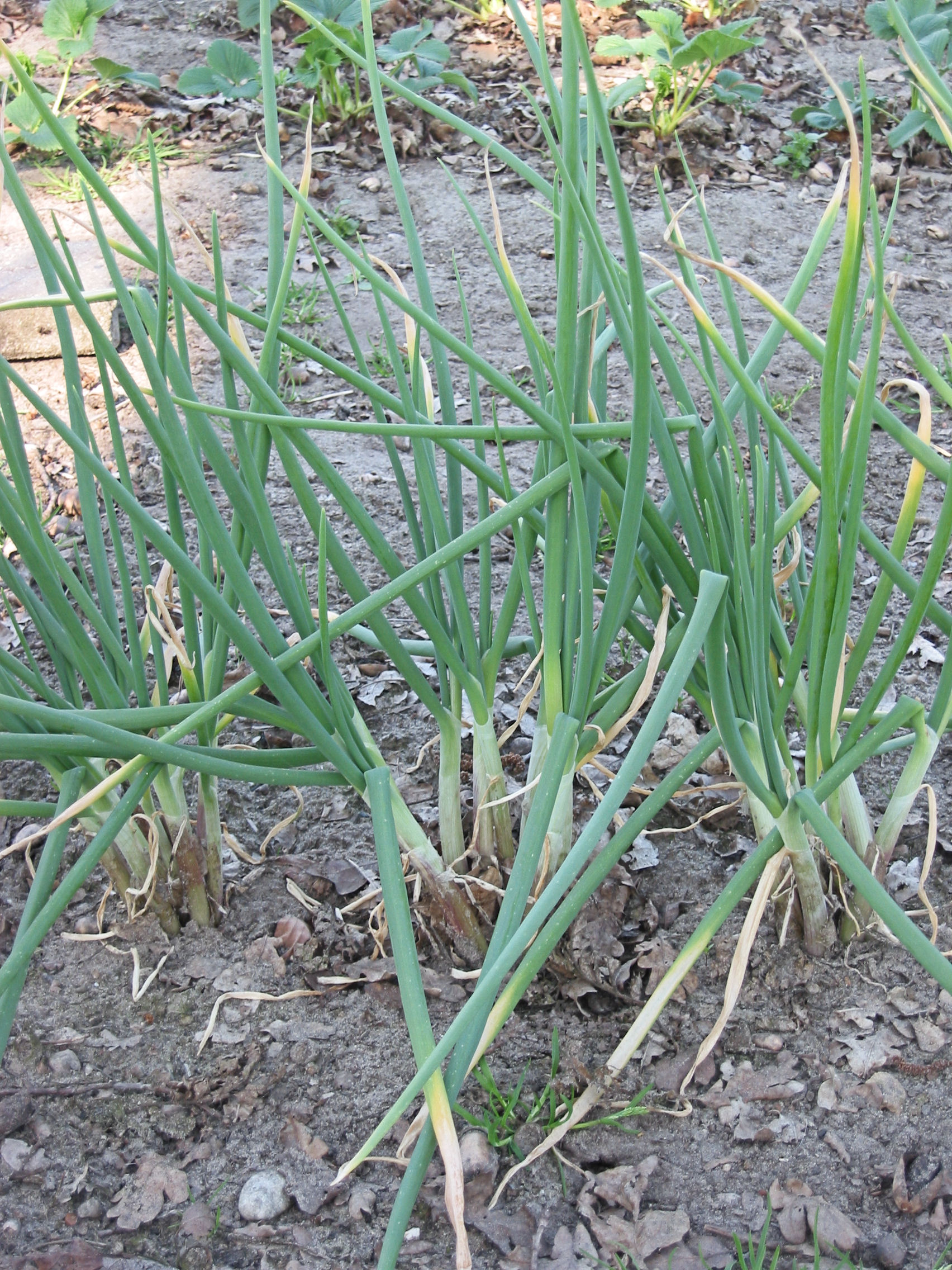
planten van Sint Jansui
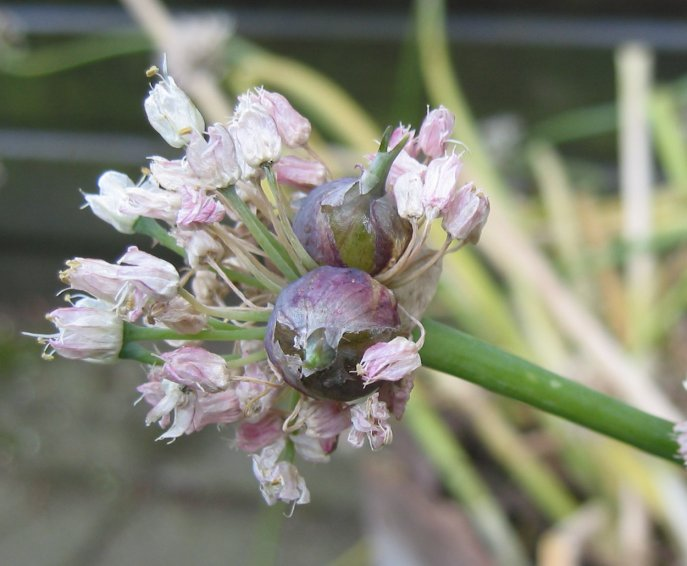
broedbolletjes van Sint Jansui
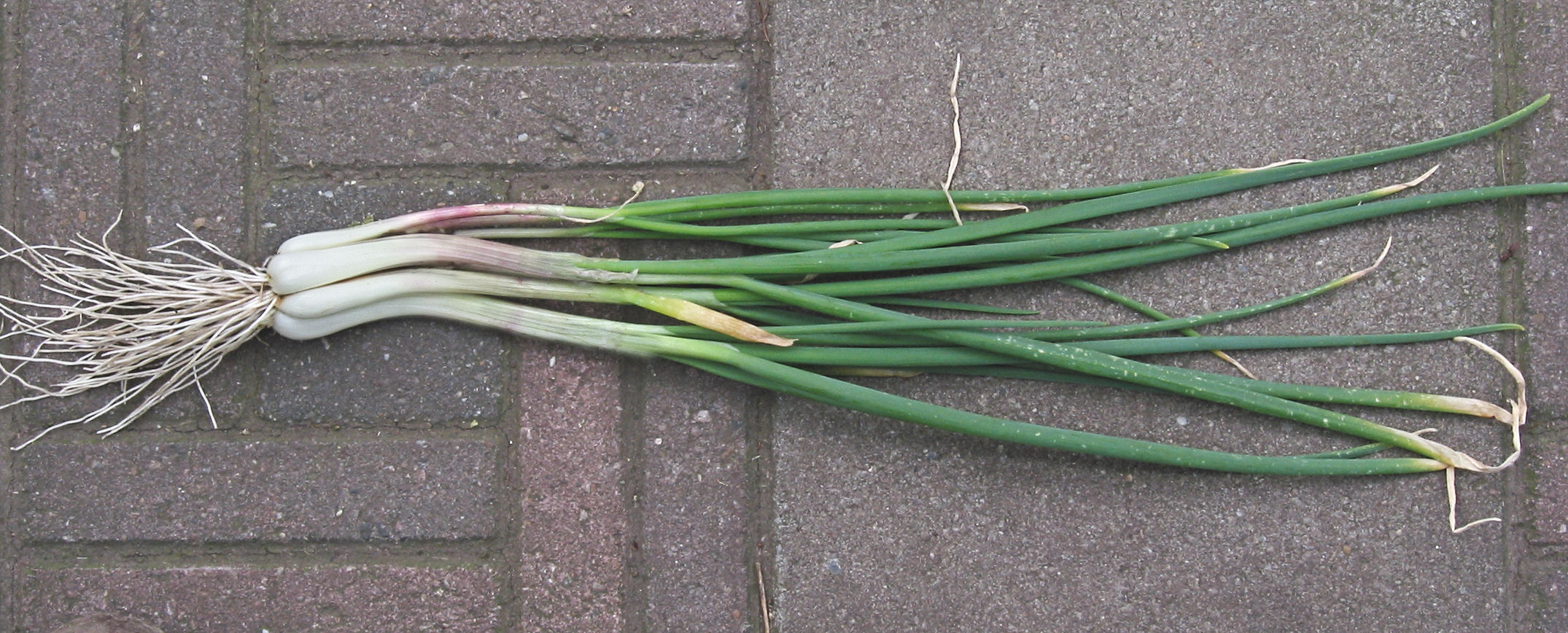
9 april 2007
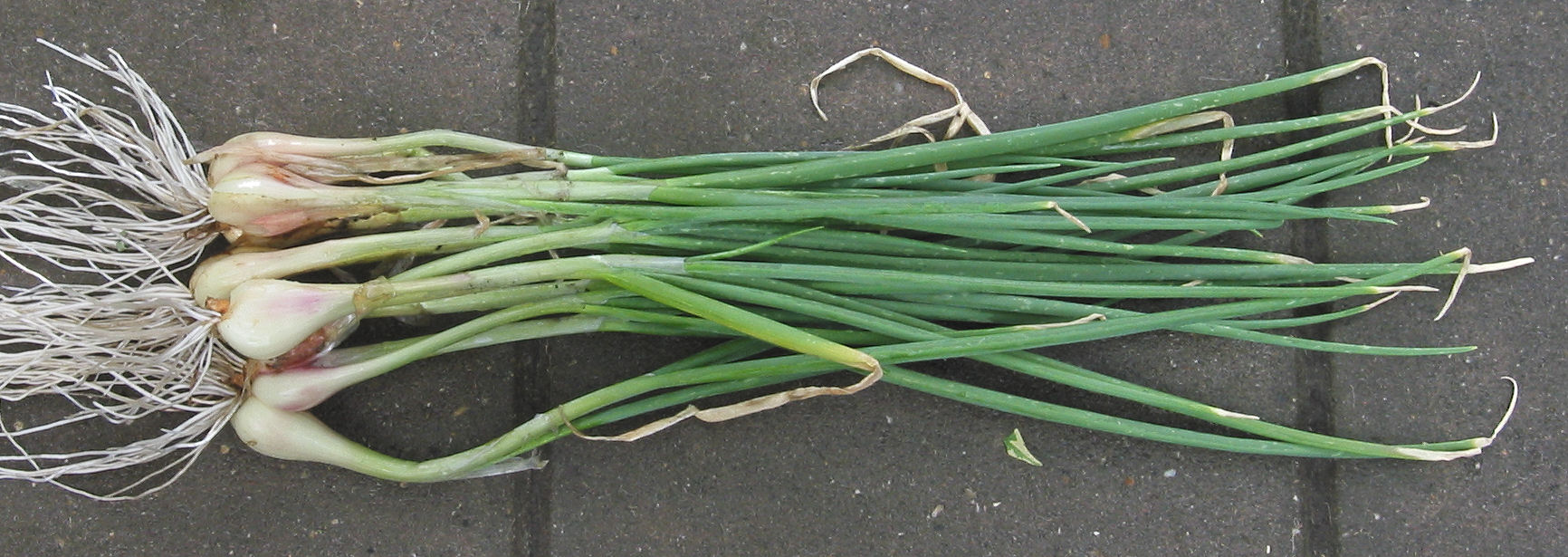
10 mei 2007
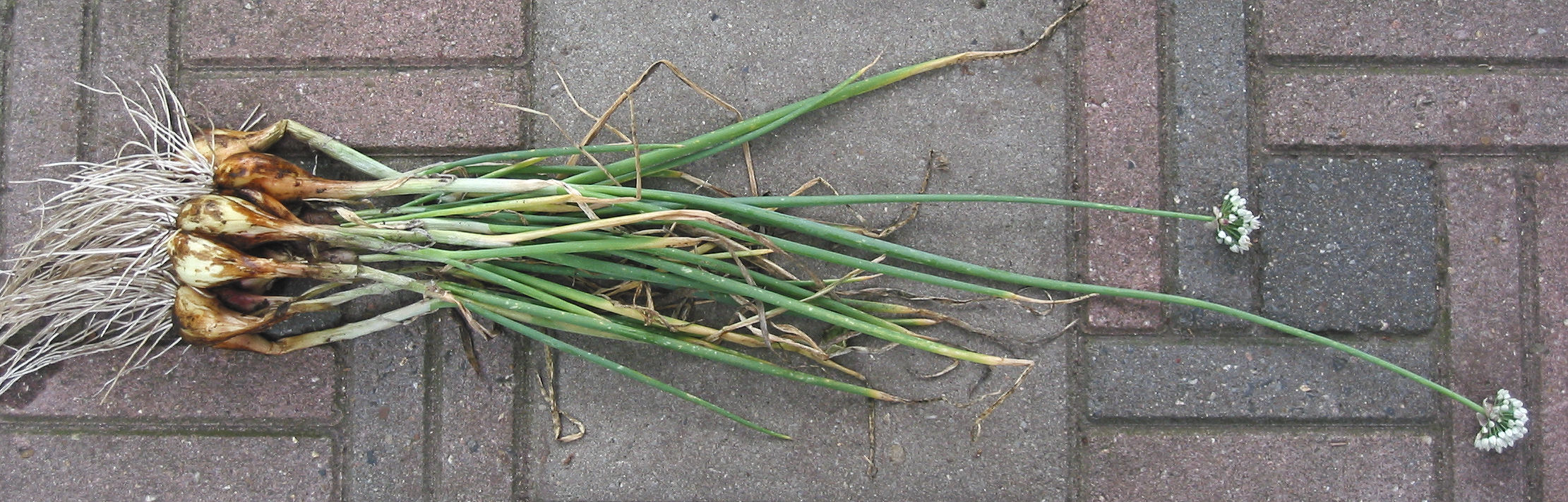
12 juni 2007